# 奥依亚依拉克镇
奥依亚依拉克镇，是中华人民共和国新疆维吾尔自治区巴音郭楞蒙古自治州且末县下辖的一个乡镇级行政单位。
2013年1月9日，新疆维吾尔自治区人民政府批复同意撤销奥依亚依拉克乡建制，设立奥依亚依拉克镇。

## 行政区划
奥依亚依拉克镇下辖以下地区：
奥依亚依拉克村、布古纳村、阿尔帕村、色日克阔勒村、苏塘村和卡拉干村。